# Obština Kresna
Obština Kresna (bulharsky Община Кресна) je bulharská jednotka územní samosprávy v Blagoevgradské oblasti. Leží v jihozápadním Bulharsku u hranic se Severní Makedonií, v pohořích Malševska planina (na západě) a Pirin (na východě) a v mezilehlém údolí Strumy. Správním střediskem je město Kresna, kromě něj zahrnuje obština 6 vesnic. Žije zde zhruba 5 tisíc stálých obyvatel.

## Sídla
- Dolna Gradešnica[p 1]
- Gorna Breznica[p 1]
- Kresna[p 2] (sídlo správy)
- Oštava
- Slivnica[p 1]
- Stara Kresna
- Vlachi

## Sousední obštiny
| Růžice kompasu |                | Simitli   | Razlog    | Růžice kompasu |
| Růžice kompasu |                | Sever     | Bansko    | Růžice kompasu |
| Růžice kompasu | Obština Kresna |           | Bansko    | Růžice kompasu |
| Růžice kompasu | Jih            |           | Bansko    | Růžice kompasu |
| Růžice kompasu |                | Strumjani | Sandanski | Růžice kompasu |

## Obyvatelstvo
V obštině žije 4 775 stálých obyvatel a včetně přechodně hlášených obyvatel 5 496. Podle sčítáni 1. února 2011 bylo národnostní složení následující:
- Bulhaři: 5 137 (98.8 %)
- Romové: 21 (0.4 %)
- Turci: 4 (0.1 %)
- ostatní: 35 (0.7 %)